# 光雕投影

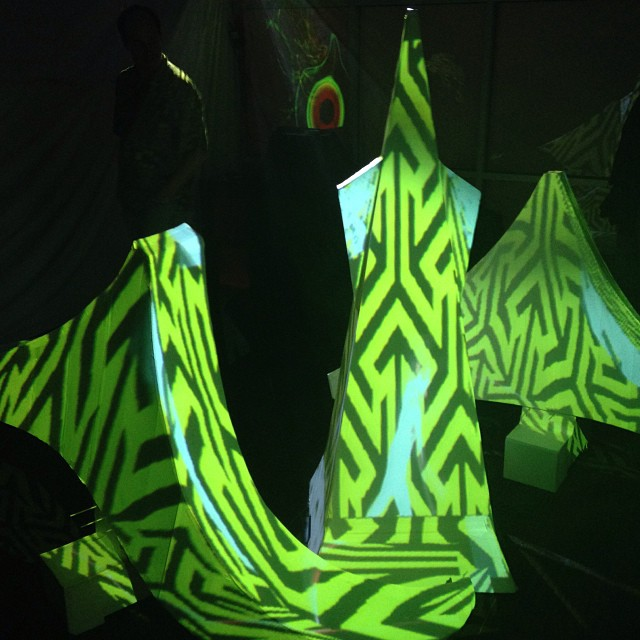
舊金山的光雕投影

光雕投影（英語：Projection mapping），也稱為立體光雕，是一種投影技術，可以將物體（多半是不規則外形的物體）變成影像投影的顯示表面。物體可以是像建築或大樓等大型的景觀、小的室外物體或是戲劇佈景。利用特製的軟體，可以用程式投影二維或立體的影像，而且配合物體調整其影像，使影像符合物體及其環境。軟體可以和投影機互動，以特定角度投影在物體的表面。此技術已由藝術家及廣告設計師所使用，可以在以往靜態的物體上增加額外的維度、製造視覺幻象及運動的概念。光雕投影常會和聲音結合，或是由聲音觸發，以產生影音的觀感。

## 在廣告及藝術上的應用

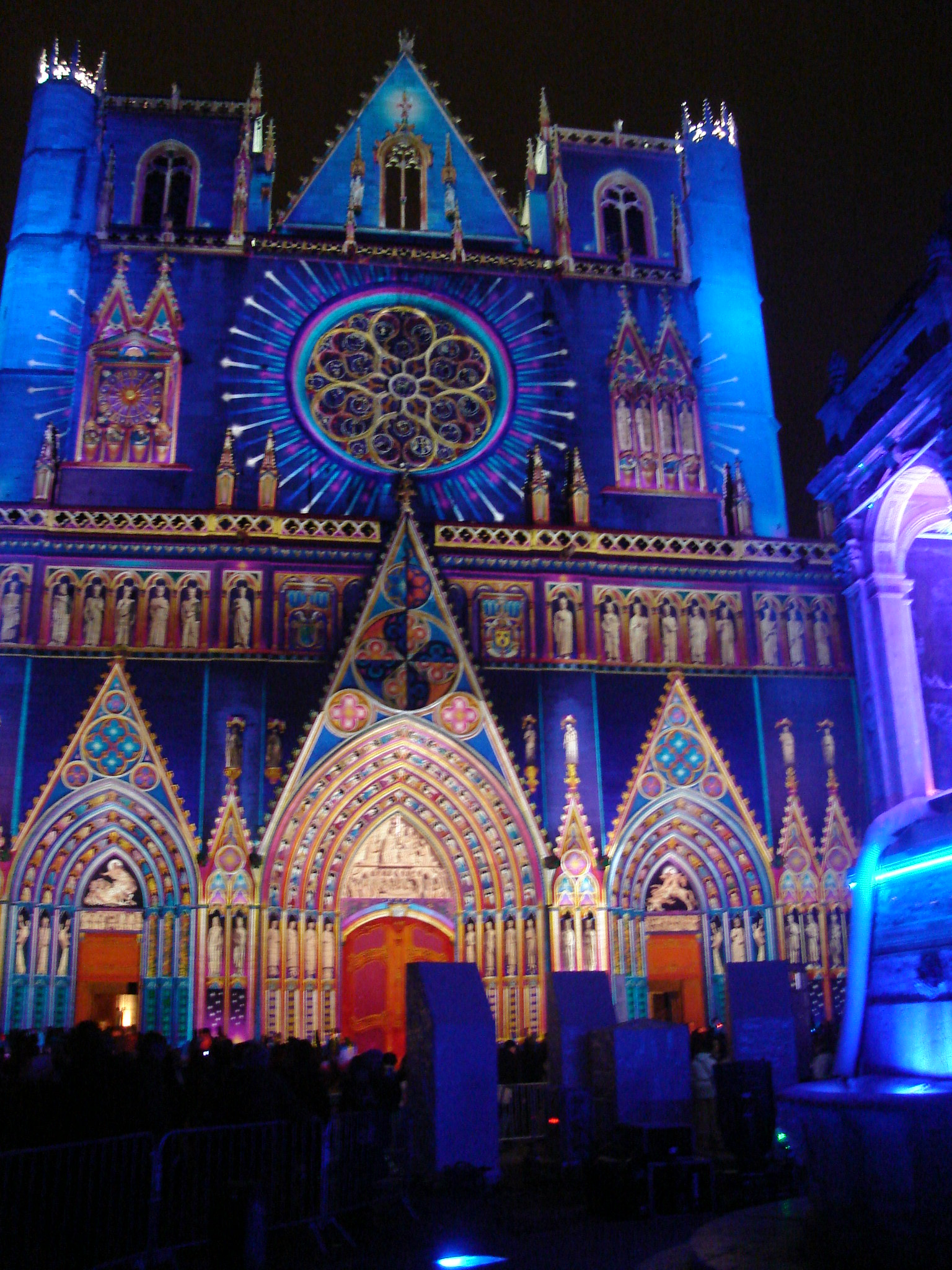
2008年P. Warrener在里昂燈光節的光雕投影

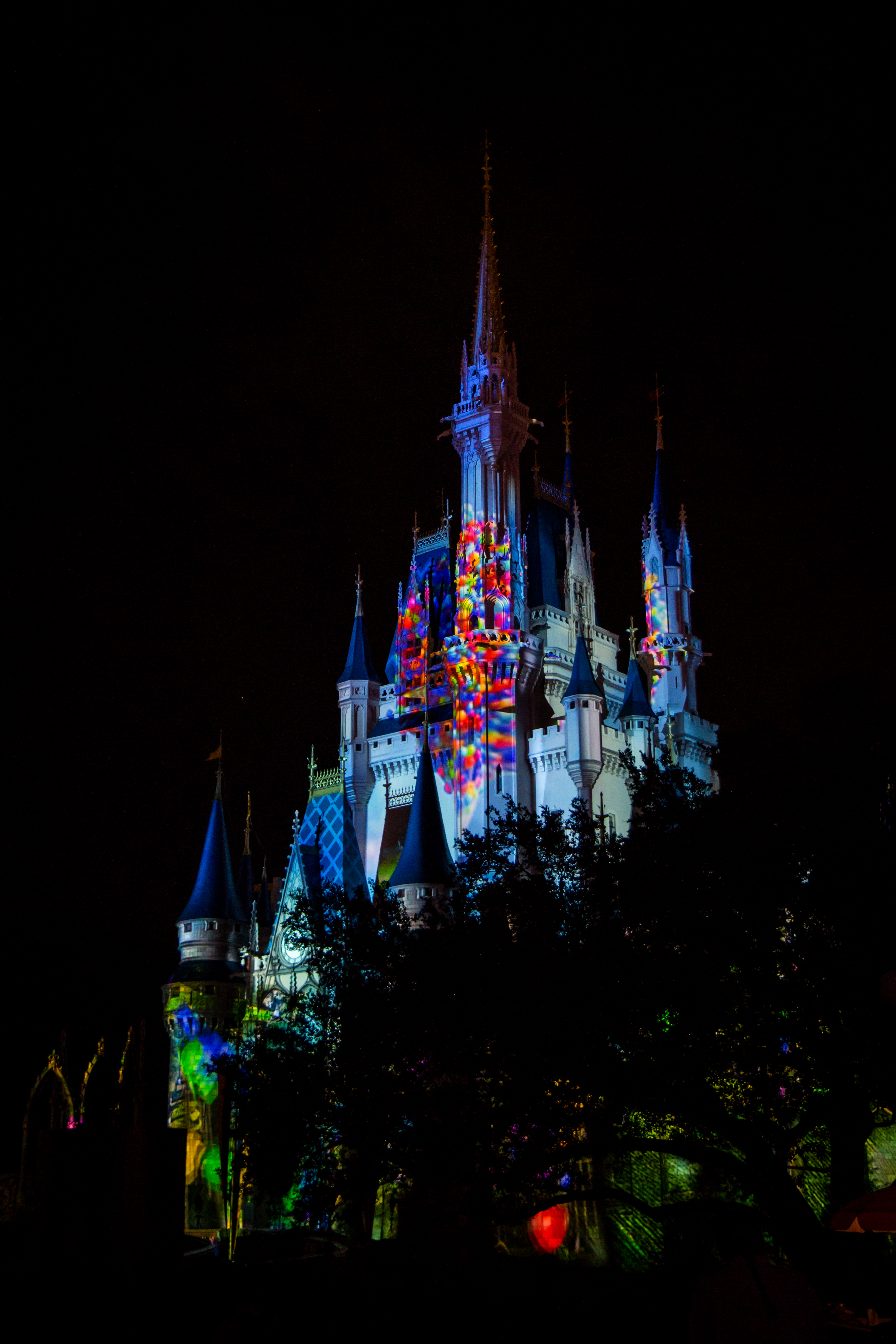
在灰姑娘城堡的光雕投影

光雕投影最早應用在广告宣传等應用中。像Nokia、Samsung、BMW等大公司都曾在大城市使用過光雕投影來製作其產品的廣告。這類廣告一般用mapping技術使影像投影在大樓的邊緣。光雕投影也可以是互動式的，例如Nokia Ovi Maps製作了一個光雕投影，投影會模仿人們的動作。里昂的里昂燈光節是一個紀念聖母瑪利亞的節日，現在也開始將光雕投影加入他們的展示中，例如在大型建築物的側面營造出弹球台的錯覺。這類展示常見的技術包括3D映射技術及3D投影來製作深度的幻觉，也可以製作像建築物摇摇欲坠的動作感。
在电音舞曲社群，越來越多的DJ會將其音樂搭配同步的畫面。雖然最常用的仍是一般的投影，但有些視覺藝術家已開始創作客制的光雕投影來播放。許多电音舞曲創作者會在他們的表演中加入光雕投影的技術。即使單純用視覺呈現的藝術者也會用光雕投影作為一種創作呈現的方式，相信這可以增強像繪畫等現有創作媒介的效果。
艺术家可以将其作为表达的前卫形式，而這種新技術可以將其創作概念轉變為光雕投影，和觀眾用一種新的方式互動。光雕投影常出現在像紐約及倫敦等大城市，藝術家可以游擊公開展出其作品，不需額外的申請。因此藝術家可以在任何物體上展示其作品，所有地方都是畫布。行動主義者
們也常常以此為其工具，例如2011年佔領華爾街運動就將其作品投影在紐約的Verizon無線大樓上，以此告訴大家佔領華爾街行動仍在進行中。
近來光雕投影也常用在華特迪士尼樂園及度假區中的華特迪士尼幻想工程及華特迪士尼創意娛樂中，像灰姑娘城堡及Disneyland Forever等都是應用光雕投影的例子。